# Franz Gürtner
Franz Gürtner (Regensburg, 26 augustus 1881 – Berlijn, 29 januari 1941) was een Duits Minister van Justitie in Adolf Hitlers kabinet en verantwoordelijk voor het coördineren van de rechtspraak in het Derde Rijk.
Gürtner werd geboren in Regensburg als zoon van een treinmachinist. Na de middelbare school in Regensburg ging hij naar de Universiteit van München, waar hij rechten studeerde. Tijdens de Eerste Wereldoorlog diende hij aan het westelijk front en in Palestina. Hij ontving hiervoor een IJzeren Kruis (eerste en tweede klasse). 
In 1922 werd hij minister van Justitie van Beieren en in 1932 rijksminister van Justitie voor de conservatieve DNVP in het kabinet-Von Papen en het daaropvolgende kabinet-Schleicher. Hij behield zijn zetel na de machtsovername van Hitler in 1933 en zou in 1937 lid van de NSDAP worden.
Hij verafschuwde de wrede methoden van de Gestapo en de SA bij het behandelen van krijgsgevangenen en protesteerde zonder succes bij Hitler, maar bleef niettemin in het kabinet en hoopte van binnenuit de rechtspraak te hervormen. In plaats daarvan werd hij verantwoordelijk voor de sanctionering en wetgeving ten behoeve van de systematische pervertering van de rechtsstaat in het Derde Rijk.
Friedrich Leopold von Kircheisen · Heinrich von Danckelmann · Heinrich Gottlob von Mühler · Alexander von Uhden · Friedrich Wilhelm Ludwig von Bornemann · Karl Anton Maerker · Gustav Wilhelm Kisker · Wilhelm von Rintelen · Ludwig Simons · August von Bernuth · Leopold van Lippe · Adolf Leonhardt · Heinrich von Friedberg · Hermann von Schelling · Karl Heinrich Schönstedt · Maximilian von Beseler · Peter Spahn · Peter Spahn · Kurt Rosenfeld · Wolfgang Heine · Hugo am Zehnhoff · Hermann Schmidt · Hanns Kerrl · Franz Gürtner
Ministers van Justitie voor Herziening van de Wetgeving: Karl Albert von Kamptz · Friedrich Carl von Savigny
Adolf Hitler · Franz von Papen · Konstantin von Neurath · Joachim von Ribbentrop · Wilhelm Frick · Heinrich Himmler · Lutz Schwerin von Krosigk · Alfred Hugenberg · Kurt Schmitt · Hjalmar Schacht · Hermann Göring · Walther Funk · Franz Seldte · Franz Gürtner · Franz Schlegelberger · Otto Georg Thierack · Werner von Blomberg · Wilhelm Keitel · Freiherr von Eltz-Rübenach · Julius Heinrich Dorpmüller · Wilhelm Ohnesorge · Walther Darré · Herbert Backe · Joseph Goebbels · Bernhard Rust · Fritz Todt · Albert Speer · Alfred Rosenberg · Hanns Kerrl · Hermann Muhs · Otto Meißner · Hans Heinrich Lammers · Martin Bormann · Karl Hermann Frank · Rudolf Hess · Ernst Röhm · Paul Giesler
- Bibliothèque nationale de France: cb16607776w (data)
- Gemeinsame Normdatei: 118543326
- International Standard Name Identifier: 0000 0000 8351 5050
- Library of Congress Control Number: n88297729
- Nationale Bibliotheek van Tsjechië: xx0076583
- Nationale Bibliotheek van Israël: 987007405342905171
- Nederlandse Thesaurus van Auteursnamen: 075068273
- SNAC: w6ff6cks
- Virtual International Authority File: 3262336
- WorldCat: E39PBJcwDYvW6cqr6kFr9yc3wC